# Péret-Bel-Air
 Péret-Bel-Air  (en occitano Perét) es una comuna y población de Francia, en la región de Lemosín, departamento de Corrèze, en el distrito de Ussel y cantón de Meymac.
Su población en el censo de 2008 era de 103 habitantes.
Está integrada en la Communauté de communes de Ventadour .

## Demografía
| 116 | 121 | 108 | 84 | 76 | 87 | 103 |
| Para los censos de 1962 a 1999 la población legal corresponde a la población sin duplicidades (Fuente: INSEE [Consultar]) |     |     |    |    |    |     |